# Marc Bourrier
Marc Bourrier (Ganges, Hérault; 21 de septiembre de 1934 – 12 de agosto de 2024) fue un futbolista y entrenador de fútbol francés que jugó en la posición de centrocampista.

## Carrera

### Club
| Periodo   | Club                    |
| --------- | ----------------------- |
| 1957-1963 | SO Montpellier          |
| 1963-1966 | RC Lens                 |
| 1966-1968 | SC Toulon               |
| 1968-1969 | AS Maximoise            |
| 1970-1971 | ES Le Cannet-Rocheville |

### Selección nacional
Jugó para Francia en tres ocasiones de 1962 a 1964 sin anotar goles.

### Entrenador
| Periodo   | Club                                         |
| --------- | -------------------------------------------- |
| 1969      | AS Maximoise (entrenador-jugador)            |
| 1970-1971 | ES Le Cannet-Rocheville (entrenador-jugador) |
| 1972-1976 | Olympique Avignonnais                        |
| 1988-1993 | Francia sub-21                               |
| 1993-1994 | Olympique de Marseille                       |
| 1996-1997 | FC Sète                                      |
| 1998-2000 | Olympique Alès                               |

## Logros

### Jugador
- Ligue 2 (1): 1962
- Coupe Charles Drago (1): 1965

### Entrenador
- Eurocopa Sub-21 (1): 1988
- Ligue 2 (1): 1995